# Star Academy (France)
Pour les articles homonymes, voir Star Academy (homonymie).
 (juin 2025).
Star Academy est une émission de télévision française de téléréalité musicale et de télé-crochet créée en 2001 par Endemol et diffusée sur TF1 du 20 octobre 2001 au 19 décembre 2008 puis à partir du 15 octobre 2022. Elle est présentée par Nikos Aliagas, rejoint à partir de la saison 10 par Karima Charni à l'animation de l'émission.
Une seule édition, connue également sous le nom de Star Academy Revolution, a lieu du 6 décembre 2012 au 28 février 2013, sur NRJ 12, animée par Matthieu Delormeau et Tonya Kinzinger. Le programme, dont le nom est parfois abrégé  sous la forme du diminutif Star Ac, se déroule généralement sur trois ou quatre mois, le plus souvent entre la rentrée et Noël, en collaboration avec la maison de disques Universal Music (saisons 1 à 9) ou Sony Music depuis la saison 10.
Les quotidiennes du programme sont diffusées sur TF1 puis rediffusées sur TFX.

## Historique

### Les huit premières saisons (TF1)
Les huit premières saisons se sont déroulées sur TF1 du 20 octobre 2001 au 19 décembre 2008.
Les prime time et émissions quotidiennes sont présentés par Nikos Aliagas.
Des émissions spéciales (tournée, anniversaire, meilleurs moments) sont également diffusées, généralement entre chaque saison.
La diffusion du programme sur cette chaîne s'arrête après sa huitième édition, laquelle prend fin le 19 décembre 2008.

### Star Academy Revolutionsur NRJ 12
En 2012, la chaîne NRJ 12 rachète les droits de l'émission. Celle-ci intitulée Star Academy Revolution a lieu du 6 décembre 2012 au 28 février 2013 avec Matthieu Delormeau et Tonya Kinzinger à la présentation.
Cette saison sera la seule diffusée sur NRJ 12.

### Retour sur TF1
En 2021, TF1 récupère les droits de l'émission et diffuse des émissions spéciales anniversaires comme Les 20 ans de la Star Academy : le doc événement diffusé le 22 mai 2021, puis 3 prime-time intitulés Star academy : on s'était dit rendez-vous dans 20 ans en octobre-novembre 2021[réf. nécessaire].
En mai 2022, TF1 annonce une dixième saison. Celle-ci débute le 15 octobre 2022. Nikos Aliagas revient à la présentation des prime-time et anime également l'émission de deuxième partie de soirée intitulée L'Arrivée au Château (après le 1ᵉʳ prime) puis Retour au Château (primes suivants) avec Karima Charni.
En mars 2023, TF1 annonce une onzième saison, qui débute le 4 novembre 2023. Nikos Aliagas fait son retour en tant qu'animateur des émissions en direct, sur un plateau deux fois plus grand que celui de la saison précédente. Karima Charni conserve son rôle dans l'after de la Star Academy, avec le Retour au château des élèves dans le bus et elle assurera la voix-off des quotidiennes.

## Concept

### Origine de l'émission
Le concept Star Academy appartient à la société de production Endemol, qui a secoué le monde de la télévision française peu de temps auparavant, du 26 avril au 5 juillet 2001, en créant une émission de télé-réalité, Loft Story pour M6. Cette saison 1 de Loft Story surprend, fait réagir et connaît une forte popularité. Les autres chaînes de télévision dont TF1 sollicitent Endemol pour créer d'autres séries d'émission, sur ce nouveau créneau de la téléréalité. En visite dans les studios de télévision aux Pays-Bas pour assister à la finale de l'émission Big Brother (devenue Loft Story en France), la productrice Alexia Laroche-Joubert, qui travaillait pour Endemol France sur ce premier concept en France de téléréalité, assiste à l'enregistrement d'une autre émission, Star Maker. « On m’a expliqué que c’était une émission où des artistes venaient chanter avec des jeunes et leur enseigner des choses. C’était l’école du chant et j’ai trouvé ça super sympa » raconte-t-elle. Elle en parle au président d'Endemol France, Stéphane Courbit, qui avait déjà eu écho du concept néerlandais, lui dit-il, et l'encourage à approfondir l'idée,.
Après le succès de Loft Story, TF1 décide de conclure un contrat d'exclusivité avec Endemol afin d'avoir l'exclusivité sur leur concept de « real TV » et commande donc l'émission qui avait pour titre provisoire Star Maker : le faiseur de vedettes.
L'adaptation du concept néerlandais Star Maker, de façon à s'inscrire aussi dans la mouvance de Loft Story, donne Star Academy, dont la diffusion est lancée au studio 206 de la Plaine Saint-Denis le 20 octobre 2001. Star Academy devient, en France, la deuxième émission de téléréalité de type télé-crochet à être diffusée, un mois jours pour jours après Popstars qui est apparue sur M6, quelques semaines auparavant, le 20 septembre 2001. C'est la seule émission proposant de suivre tous les jours des apprentis chanteurs (comme pour les candidats de Loft Story). Ces derniers n'avaient pas forcément pour but l'ambition d'entamer une carrière de chanteur par la suite. Volontairement, pour des raisons de recettes publicitaires, le positionnement de l'émission française est différent du positionnement de l'émission initiale néerlandaise. Les candidats sont un peu plus âgés, la diversité musicale est plus importante. TF1 veut fidéliser autour de l'émission les fameuses ménagères de moins de cinquante ans, cible privilégiée des annonceurs. Un partenariat est également créé avec une maison de disques, Universal Music France, dirigée alors par Pascal Nègre. Mais l'émission initiale est très marquée par le concept de téléréalité et considérée comme un peu trop axée sur les relations entre les candidats. Ce ressort s'use auprès des téléspectateurs. En plein milieu de la première saison, l'audience baissant, les équipes d'Endemol et de TF1 adaptent la version française du concept, et modifient sensiblement le contenu des diffusions en mettant davantage l'accent sur les aspects musicaux. Les audiences remontent.

### Principe
La chaîne de télévision TF1 et la société de production Endemol France proposent chaque année, d'octobre 2001 à décembre 2008, le programme Star Academy, qui fut repris par la chaîne NRJ 12 entre décembre 2012 et février 2013.
Après une série de casting dans toute la France, une poignée de candidats (élèves, étudiants ou académiciens) sont sélectionnés pour séjourner pendant plusieurs mois dans une « Academy » où ils reçoivent des cours afin de peaufiner leur style artistique. Pour les saisons 1 et 9, les élèves restent 12 semaines au château retenu comme lieu de l'académy, le château des Vives Eaux de Dammarie-les-Lys. Lors des saisons 2, 3, 4, 6 et 7, les élèves passent 16 semaines au château. Ceci devient 15 semaines pour la saison 5 et 13 semaines pour la saison 8.
Au départ limité à 16, le nombre de candidats sélectionnés est de 18 pour les saisons 4 et 6, de 17 pour les saisons 5 et 7, de 15 pour la saison 8, de 14 pour la saison 9, de 13 pour la saison 10 et  11 et 15 élèves pour la saison 12
Dans cette « Academy », les élèves peuvent suivre des cours de chant, de danse, de théâtre, de sport et d'expression scénique principalement, mais aussi dans une multitude d'autres matières qui pourraient les aider à devenir artistes. Durant la semaine, les élèves passent une évaluation devant leurs professeurs qui notent leur performance. Les élèves ayant obtenu les moins bonnes notes sont nominés et soumis au vote du public jusqu'au prime time. À la fin de l'émission, l'un des nominés est sauvé par le public et l'autre par ses camarades. En revanche, en saison 7, c'est le jury de professionnels (et non pas les élèves) qui ont la possibilité de sauver l'un des candidats non sauvé par le public.
Le prime a lieu en direct chaque samedi de la première à la troisième saison (2001-2003) ainsi que la dixième saison et la onzième saison (2022-2023) puis chaque vendredi de la quatrième à la huitième saison (2004-2008) puis chaque jeudi pour la neuvième saison (2012). Les élèves y interprètent sur scène, et en compagnie d'artistes invités, des chansons de tous styles qu'ils ont préparées durant la semaine. Les primes de manière exceptionnelle peuvent changer de jour de diffusion en raison de la programmation de la chaîne. Chaque semaine, des invités de prestige sont conviés à venir chanter avec les élèves. Parmi les stars qui sont le plus venues, nous pouvons citer : Alizée - Dany Brillant - Florent Pagny - Lââm - Lorie - Marc Lavoine - Hélène Ségara - Isabelle Boulay - Lara Fabian - Priscilla - Roch Voisine - Julie Zenatti - Serge Lama - Shy'm - Patrick Bruel - Garou - Calogero - Patrick Fiori - Johnny Hallyday ou encore Amel Bent et les gagnants des saisons précédentes, Jenifer - Nolwenn Leroy - Élodie Frégé ou Grégory Lemarchal. Sans oublier que la présence de certaines stars sur le plateau était un événement : Madonna - Kylie Minogue - Beyoncé - Tina Turner - Ray Charles - Stevie Wonder - Elton John - Céline Dion - Laura Pausini - Mariah Carey - Bruno Mars - Rihanna - Britney Spears - Katy Perry ou encore le groupe Tokio Hotel.
À partir de la cinquième saison, les candidats sont notés par leurs professeurs. Toutefois, lors des saisons précédentes, leurs prestations sur le prime peuvent jouer sur leur note lors des évaluations. Cependant, lors de la saison 7, la performance des élèves est notée par un jury composé de personnalités du monde musical.
Les candidats qui arrivent à rester le plus longtemps l'aventure ont l'opportunité de participer à la tournée de la Star Academy, qui a lieu une fois la saison terminée, mais cette tournée est supprimée lors de la huitième saison.
Au terme de l'aventure, l'élève victorieux signe un contrat pour produire ses disques sous licence, organiser ses concerts et gérer son image, avec une avance sur recette d'un million d'euros de la saison 1 à la saison 7, de 500 000 € pour la saison 8, de 100 000 € pour la saison 10 et la production de son album pour la saison 9.

### Un retour après dix ans d'absence
En mars 2022, Le Parisien annonce que l'émission doit revenir sur TF1 après plus de dix ans d'absence. Les bonnes audiences de l'émission anniversaire diffusée à l'automne 2021 ont convaincu TF1 de relancer le programme. Le présentateur historique de l'émission Nikos Aliagas est pressenti pour présenter l'émission. Le 3 mai, la chaîne diffuse une bande-annonce annonçant le retour de l'émission animée par Nikos Aliagas et prenant place au château des Vives Eaux de Dammarie-les-Lys comme les premières saisons. La 10e saison a débuté le 15 octobre 2022. La 11e saison le 4 novembre 2023.

### Le lieu

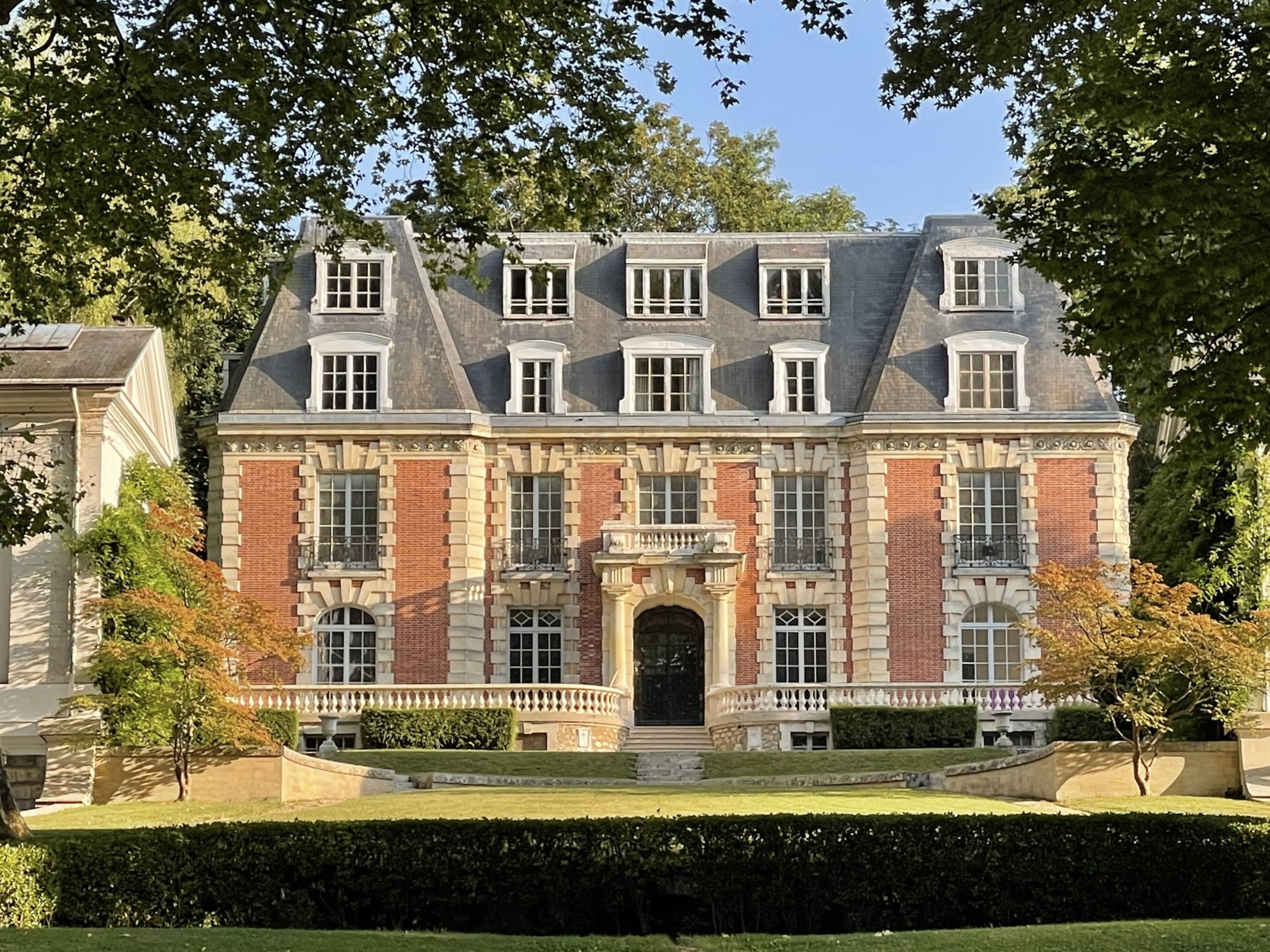
L'Academy des saisons 1 à 7, puis depuis la saison 10.
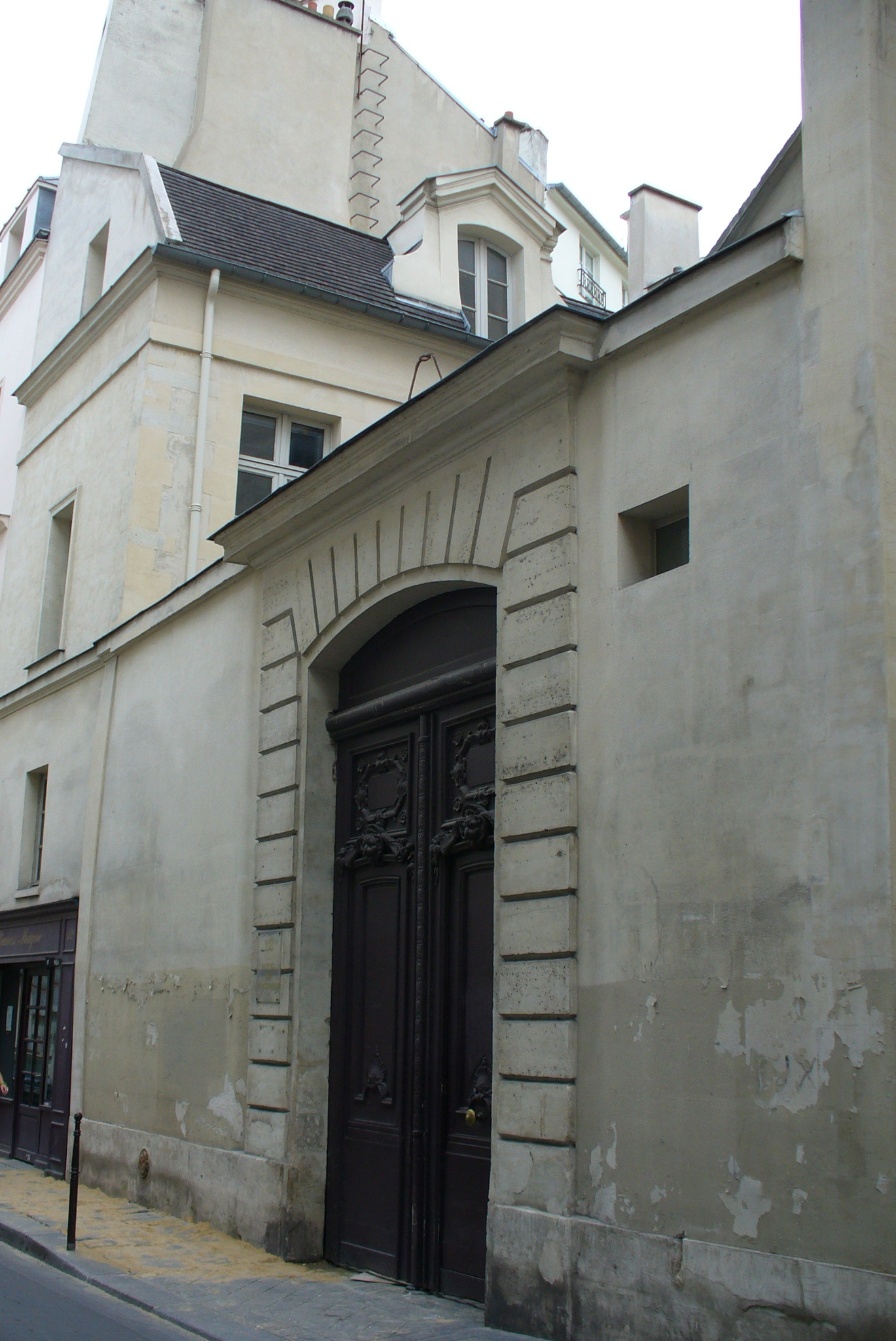
L'Academy de la saison 8.
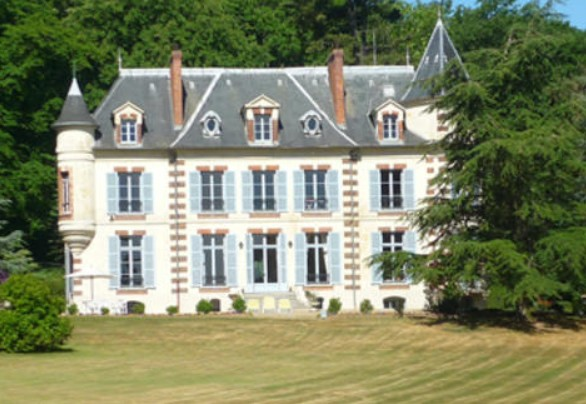
L'Academy de la saison 9.

Lors des sept premières saisons, l'Academy est située au château des Vives Eaux, à Dammarie-les-Lys, en Seine-et-Marne.
Lors de la saison 8, l'Academy fait peau neuve et se situe dans un hôtel particulier du Marais, l'hôtel Brossier situé au 12 rue Charlot dans le 3e arrondissement de Paris.
Pour la saison 9, l'Academy change à nouveau de location, et c'est le château de la Geneste à Châteaufort dans les Yvelines qui est choisi.
Pour la saison 10, le château des Vives Eaux redevient le lieu de vie des académiciens. La production y a réalisé pour cela des travaux d'aménagement.

### Gain du vainqueur
Le vainqueur de la Star Academy remporte un contrat avec la maison de disques Universal Music (saisons 1 à 8) puis Sony Music (saison 10) afin d'enregistrer un album ainsi qu'une somme d'argent qui servait d'avance sur les ventes des disques. (détaillée ci-dessous) :
- lors des six premières saisons, le vainqueur remporte un million d'euros (avance sur son contrat). Le candidat doit alors vendre 500 000 albums pour rentabiliser l'à-valoir ;
- pour la septième saison, le gagnant ne reçoit qu'une avance de 200 000 € pour son premier album, le versement du million d'euros est ensuite échelonné sur toute la durée du contrat. La cause en serait une diminution des ventes de disques des gagnants depuis la création de l'émission[14] ;
- pour la huitième saison, le vainqueur ne remporte plus le million d'euros, comme les précédentes saisons, mais 500 000 euros[15] ;
- pour la neuvième saison, le vainqueur ne remporte que son premier album qui est égal à la somme du gain que recevaient les anciennes Star Academy ;
- pour les dixième et onzième saisons, le vainqueur remporte 100 000 euros et un album.

## Identité visuelle et sonore

### Logos

Saisons 1, 2, 3, 4 (2001 à 2004, réutilisé en 2023 et 2024 pour les semaines nostalgie).
Logo alternatif lors de la saison 4 (2004).
Saisons 5, 6 (2005 et 2006).
Saison 7 (2007-2008).
Saison 8 (2008).
Saison 9 (2012-2013).
Saisons 10, 11 et 12  (depuis 2022).

### Génériques
- Run, Baby, Run par Bustafunk de la saison 1 à la saison 3
- You Are the One (2004 version) de Cerrone pour la saison 4
- Love Generation par Bob Sinclar (feat. Gary Pine) de la saison 5 à la saison 7, et depuis la saison 10
- Superstar (That's What You Are) de The Merrymakers (en) pour la saison 8
- Revolution d'Ocean Drive pour la saison 9

## Diffusion

### Prime-time, quotidiennes et live
Star Academy a été diffusée du 20 octobre 2001 au 19 décembre 2008, puis du 6 décembre 2012 au 28 février 2013, puis à partir du 15 octobre 2022 sous plusieurs formats.
Sur TF1 pour les saisons 1 à 8, présentées par Nikos Aliagas :
- Une émission quotidienne en access prime-time, d'une durée approximative de 45 minutes, proposait un résumé des principaux événements de la veille.
- Un prime-time (première partie de soirée), d'une durée approximative de 2 h 30, diffusé le vendredi ou le samedi selon les saisons proposait de suivre le show des élèves auprès d'artistes invités, en direct et en public sur le plateau du programme.

- Une chaîne événementielle payante permettait de suivre la vie des élèves à l'Academy 22h/24 sur le câble (et/ou sur les offres/box ADSL) ainsi que sur le site internet officiel de l'émission.

Sur NRJ 12 pour la saison 9, présentée par Matthieu Delormeau et Tonya Kinzinger.
- Une émission quotidienne en access prime-time diffusée vers 18 h du lundi au vendredi en un résumé tout en images de 30 minutes avec une voix off.
- Un prime-time diffusé en première partie de soirée le jeudi soir animé par Matthieu Delormeau et Tonya Kinzinger
- Un résumé de la semaine ainsi qu'une rediffusion du prime-time occupait la case du dimanche après-midi.
- Un Mag diffusée vers 17 h 30 du lundi au vendredi. L'animateur et les chroniqueurs dont 3 anciennes élèves de l'Academy (Lucie de la saison 4, Cynthia de la saison 6 et Lucie de la saison 7) reviennent sur les moments forts de cette saison.

Sur TF1 pour les saisons 10 à 12, présentée par Nikos Aliagas :
- Une émission quotidienne en access prime-time du lundi au vendredi à partir de 17 h 25 et le samedi dès 17 h 15 et le dimanche dès 16 h 05 (dès la saison 11), d'une durée approximative de 45 minutes, propose un résumé des principaux événements de la veille.
- Un prime-time (première partie de soirée), diffusé le samedi (exceptionnellement le vendredi) à partir de 21 h 10.
- Un flux événementiel payant permet de suivre la vie des élèves à l'Academy 22h/24 sur le site TF1+

### Vie privée des élèves et intervention du CSA
Le Conseil supérieur de l'audiovisuel a exigé de TF1 et Endemol la création d'heures dites « CSA », au cours desquelles les images du château ne sont pas retransmises sur le Live 22/24 ni même enregistrées par la régie. Ces mêmes raisons relatives au respect de la vie privée ont conduit à la création d'une salle sans caméra dite « salle CSA » dans laquelle les élèves peuvent se rendre à tout moment de la journée s'ils le désirent. Aussi, certaines coupures sonores ou / et visuelles ont lieu régulièrement afin de censurer tous propos jugés inappropriés, à caractère vulgaire et sexuel ou publicitaire. Lors de ces coupures, la mention suivante apparaît : « coupure sonore nécessitée par le contrôle éditorial » ou bien « coupure nécessitée par le contrôle éditorial ».
Un article sociologique abordait des questions importantes en se fondant sur le concept, entre autres, d'institution totale (Asile, E. Goffman, 1968). Selon les auteurs, "Star Academy déstructure les candidats suffisamment pour les transformer". (Idem, Xavier Mattele et Luc Van Campenhoudt, 2004).

## Déroulement des saisons
(octobre 2022).
Si vous disposez d'ouvrages ou d'articles de référence ou si vous connaissez des sites web de qualité traitant du thème abordé ici, merci de compléter l'article en donnant les références utiles à sa vérifiabilité et en les liant à la section « Notes et références ».

### Saison 1 (2001-2002)
La première saison a été diffusée du 20 octobre 2001 au 12 janvier 2002 sur TF1. Elle est présentée par Nikos Aliagas. Celui-ci restera à l'animation du programme jusqu'à la huitième édition en 2008 puis reviendra pour la dixième en 2022.
Alexia Laroche-Joubert est la directrice de cette première promotion. Florent Pagny en est le parrain.
Cette saison a été remportée par Jenifer.

### Saison 2 (2002)
La deuxième saison a été diffusée du 31 août 2002 au 21 décembre 2002.
Alexia Laroche-Joubert en est toujours la directrice. Les élèves de la première saison en sont les parrains et marraines.
Cette saison a été remportée par Nolwenn Leroy.

### Saison 3 (2003)
La troisième saison a été diffusée du 30 août 2003 au 20 décembre 2003.
Nathalie André dirige cette promotion. Elton John en est le parrain.
Cette saison a été remportée par Élodie Frégé.

### Saison 4 (2004)
La quatrième saison a été diffusée du 3 septembre 2004 au 22 décembre 2004.
Gérard Louvin en est le directeur. Michel Sardou et Jenifer en sont les parrain et marraine.
Cette saison a été remportée par Grégory Lemarchal.

### Saison 5 (2005)
La cinquième saison a été diffusée du 2 septembre 2005 au 16 décembre 2005.
Alexia Laroche-Joubert revient en tant que directrice. Mariah Carey est la marraine de cette édition.
Cette saison a été remportée par Magalie Vaé.

### Saison 6 (2006)
La sixième saison a été diffusée du 1er septembre 2006 au 22 décembre 2006.
Elle est dirigée de nouveau par Alexia Laroche-Joubert. Yannick Noah et Lionel Richie sont les parrains de cette promotion.
Cette saison a été remportée par Cyril Cinélu.

### Saison 7 (2007-2008)
La septième saison a été diffusée du 23 octobre 2007 au 15 février 2008.
Alexia Laroche-Joubert dirige cette promotion, et sera remplacée pendant quelques semaines par Raphaëlle Ricci. Céline Dion et Kylie Minogue en sont les marraines.
Cette saison a été remportée par Quentin Mosimann.

### Saison 8 (2008)
La huitième saison a été diffusée du 19 septembre 2008 au 19 décembre 2008.
La nouvelle directrice du programme est Armande Altaï. Rihanna et Christophe Maé sont les marraine et parrain de cette huitième édition.
Cette saison a été remportée par Mickels Réa.

### Saison 9 (2012-2013)
La neuvième saison a été diffusée sur NRJ 12 du 6 décembre 2012 au 28 février 2013 et nommée Star Academy Revolution. Elle est animée par Matthieu Delormeau et Tonya Kinzinger.
Charlotte Valandrey est la directrice de cette nouvelle promotion. Matt Pokora, Enrique Iglesias et will.i.am en sont les parrains.
Cette saison a été remportée par Laurène Bourvon.
Ce fut la seule édition diffusée sur NRJ 12.

### Saison 10 (2022)
Le 3 mai 2022, TF1 annonce la préparation d'une nouvelle saison pour la rentrée 2022 ainsi que l'ouverture des castings.
La dixième saison, est diffusée du 15 octobre 2022 au 26 novembre 2022. Nikos Aliagas revient à la présentation du prime-time et anime également avec Karima Charni l'émission intitulée Retour au château.
Le directeur de cette nouvelle promotion est Michael Goldman, tandis que le parrain de cette saison est Robbie Williams.
Cette saison a été remportée par Anisha Jo Anyjaine.

### Saison 11 (2023-2024)
Le 29 septembre 2022, une source proche de la production révèle à un journaliste que TF1 miserait sur un renouvellement pour 2023 cette fois plus longue tout en étant conditionné par une clause d'audiences de la saison 10. Le 7 mars 2023, la saison est confirmée avec l'annoncement du casting.
Le 27 juin 2023, TF1 annonce qu'elle lancera la 11e saison le samedi 4 novembre 2023 à 21 h 10.
La saison est au départ raccourcie, le casting passant de 16 à 13 candidats. Autour de Noël 2023, il est ensuite annoncé que la saison dura finalement deux semaines supplémentaires, comme initialement prévu. La finale a donc lieu le 3 février 2024.
Michael Goldman conserve son statut de directeur, tandis que James Blunt et Vitaa sont respectivement parrain et marraine de cette promotion.
Cette saison a été remportée par Pierre Garnier.

### Saison 12 (2024-2025)
Le 20 janvier 2024, TF1 annonce sur le site internet TF1+, la préparation d'une nouvelle saison pour la rentrée 2024, ainsi que l'ouverture des castings.
Elle a été diffusée du 12 octobre 2024 au 25 janvier 2025.
Michael Goldman conserve son statut de directeur, tandis que Clara Luciani est la marraine de cette promotion.
Cette saison a été remportée par Marine Delplace.

### Saison 13 (2025-2026)
Le 28 décembre 2024, Nikos Aliagas annonce en direct sur TF1 la préparation d'une nouvelle saison pour la rentrée 2025, ainsi que l'ouverture des castings.

## Statistiques
- Sur douze saisons, sept filles et cinq garçons ont remporté Star Academy.
- Le candidat le plus âgé est Pascal Mono de la cinquième saison, âgé de 37 ans.
- Les candidates les plus jeunes sont Judith de la sixième saison et Ana de la huitième saison, âgées de 16 ans.

## Émissions spéciales
En plus des saisons annuelles du programme, des émissions spéciales ont également été diffusées :
- Star Academy : Avant la tournée, diffusée le 1er février 2003 à la suite de la saison 2 ;
- Star Academy : Les 3 Promos, diffusée le 3 janvier 2004 à la suite de la saison 3 ;
- Star Academy au Parc des Princes, concert exceptionnel en direct réunissant les 3 promos, diffusée le 3 juillet 2004 ;
- Star Academy : Les moments les + forts, diffusée le 8 janvier 2005 à la suite de la saison 4 ;
- Star Academy : 5e anniversaire, diffusée le 23 décembre 2005 à la suite de la saison 5 ;
- Star Academy : La 100e, diffusée le 5 janvier 2007 à la suite de la saison 6 ;
- Grégory, la voix d'un ange, diffusée le 4 mai 2007 en direct du château pour rendre hommage à Grégory Lemarchal décédé le 30 avril 2007 ;
- Star Academy : 10 ans d'émotions, diffusée en deux parties le 13 décembre 2011 et le 20 décembre 2011 sur NRJ 12 avant la diffusion de la saison 9 ;
- Génération Star Academy, diffusée pour célébrer les 15 ans du programme le 6 juin 2016 sur TMC ;
- 20 ans de la Star Academy : le Doc Événement diffusé le 22 mai 2021 sur TF1, puis rediffusé le 3 décembre 2022 ;
- Star Academy : On s'était dit rendez-vous dans 20 ans, diffusée en trois parties les 30 octobre, 6 et 13 novembre 2021 sur TF1 ;
- Star Academy : Du château à la victoire, diffusée le 10 décembre 2022 sur TF1 après la fin de la saison 10 ;
- Star Academy : Après la vie au château, diffusé le 10 février 2024 sur TF1 après la fin de la saison 11 ;
- Star Academy : Le concert évènement Star Academy Tour 2024, diffusé le 8 juin 2024 sur TF1;
- Star Academy : Les coulisses du château, diffusé le 26 janvier 2025 sur TF1 le lendemain de la finale de la saison 12
- Star Academy : Le concert évènement Star Academy Tour 2025,diffusé le 15 août sur TF1;

## Composition du programme

### Généralités
| Saisons                                    | 1 (2001)                                    | 2 (2002)                                    | 3 (2003)                  | 4 (2004)                    | 5 (2005)                                   | 6 (2006)                            | 7 (2007)                       | 8 (2008)                | 9 (2012)                              | 10 (2022)                                           | 11 (2023)                                                       | 12 (2024)                                                       | 13 (2025)                                                       |
| ------------------------------------------ | ------------------------------------------- | ------------------------------------------- | ------------------------- | --------------------------- | ------------------------------------------ | ----------------------------------- | ------------------------------ | ----------------------- | ------------------------------------- | --------------------------------------------------- | --------------------------------------------------------------- | --------------------------------------------------------------- | --------------------------------------------------------------- |
| Chaînes                                    | TF1                                         | TF1                                         | TF1                       | TF1                         | TF1                                        | TF1                                 | TF1                            | TF1                     | NRJ 12                                | TF1                                                 | TF1                                                             | TF1                                                             | TF1                                                             |
| Animateurs et animatrices des primes       | Nikos Aliagas                               | Nikos Aliagas                               | Nikos Aliagas             | Nikos Aliagas               | Nikos Aliagas                              | Nikos Aliagas                       | Nikos Aliagas                  | Nikos Aliagas           | Matthieu Delormeau                    | Nikos Aliagas                                       | Nikos Aliagas                                                   | Nikos Aliagas                                                   | Nikos Aliagas                                                   |
| Animateurs et animatrices des primes       | Nikos Aliagas                               | Nikos Aliagas                               | Nikos Aliagas             | Nikos Aliagas               | Nikos Aliagas                              | Nikos Aliagas                       | Nikos Aliagas                  | Nikos Aliagas           | Tonya Kinzinger                       | Karima Charni (L'After)                             | Karima Charni (L'After)                                         | Karima Charni (L'After)                                         | Karima Charni (L'After)                                         |
| Animateurs et animatrices des quotidiennes | Nikos Aliagas                               | Nikos Aliagas                               | Nikos Aliagas             | Nikos Aliagas               | Nikos Aliagas                              | Nikos Aliagas                       | Nikos Aliagas                  | Nikos Aliagas           |                                       |                                                     | Karima Charni (voix off)                                        | Karima Charni (voix off)                                        | Karima Charni (voix off)                                        |
| Voix off                                   | Stéphane Pouplard                           | Stéphane Pouplard                           | Stéphane Pouplard         | François Jérosme            | Thierry Debrune                            | Thierry Debrune                     | Thierry Debrune                | Thierry Debrune         | Richard Darbois                       | Patrick Couveignes                                  | Karima Charni                                                   | Karima Charni                                                   | Karima Charni                                                   |
| Voix off                                   | Béatrice Chevalier                          | Béatrice Chevalier                          | Béatrice Chevalier        | François Jérosme            | Thierry Debrune                            | Thierry Debrune                     | Thierry Debrune                | Thierry Debrune         | Philippe Dantin                       | Aurore Gioli                                        | Karima Charni                                                   | Karima Charni                                                   | Karima Charni                                                   |
| Directeurs                                 | Alexia Laroche-Joubert                      | Alexia Laroche-Joubert                      | Nathalie André            | Gérard Louvin               | Alexia Laroche-Joubert                     | Alexia Laroche-Joubert              | Alexia Laroche-Joubert         | Armande Altaï           | Charlotte Valandrey                   | Michael Goldman                                     | Michael Goldman                                                 | Michael Goldman                                                 | Michael Goldman                                                 |
| Directeurs                                 | Alexia Laroche-Joubert                      | Alexia Laroche-Joubert                      | Nathalie André            | Gérard Louvin               | Alexia Laroche-Joubert                     | Alexia Laroche-Joubert              | Raphaëlle Ricci (remplacement) | Armande Altaï           | Charlotte Valandrey                   | Michael Goldman                                     | Michael Goldman                                                 | Michael Goldman                                                 | Michael Goldman                                                 |
| Parrains/ Marraines                        | Florent Pagny                               | Les élèves de la Star Academy 1             | Elton John                | Michel Sardou               | Mariah Carey                               | Yannick Noah                        | Céline Dion                    | Rihanna                 | Matt Pokora                           | Robbie Williams                                     | Vitaa                                                           | Clara Luciani                                                   |                                                                 |
| Parrains/ Marraines                        | Florent Pagny                               | Les élèves de la Star Academy 1             | Elton John                | Jenifer                     | Mariah Carey                               | Lionel Richie                       | Kylie Minogue                  | Christophe Maé          | Enrique Iglesias                      | Robbie Williams                                     | James Blunt                                                     | Clara Luciani                                                   |                                                                 |
| Parrains/ Marraines                        | Florent Pagny                               | Les élèves de la Star Academy 1             | Elton John                | Jenifer                     | Mariah Carey                               | Lionel Richie                       | Kylie Minogue                  | Christophe Maé          | will.i.am                             | Robbie Williams                                     | James Blunt                                                     | Clara Luciani                                                   |                                                                 |
| Gagnants                                   | Jenifer                                     | Nolwenn Leroy                               | Élodie Frégé              | Grégory Lemarchal           | Magalie Vaé                                | Cyril Cinélu                        | Quentin Mosimann               | Mickels Réa             | Laurène Bourvon                       | Anisha Jo Anyjaine                                  | Pierre Garnier                                                  | Marine Delplace                                                 |                                                                 |
| Gains                                      | 1 000 000 € Un album Une tournée Un Olympia | 1 000 000 € Un album Une tournée Un Olympia | 1 000 000 €               | 1 000 000 €                 | 1 000 000 €                                | 1 000 000 €                         | 1 000 000 €                    | 500 000 €               | Un contrat avec Universal et 50.000 € | 100 000 € Un album (contrat avec Sony Music France) | 100 000 € Un album (contrat avec Sony Music France) Une tournée | 100 000 € Un album (contrat avec Sony Music France) Une tournée | 100 000 € Un album (contrat avec Sony Music France) Une tournée |
| Académiciens                               | 16 élèves                                   | 16 élèves                                   | 16 élèves                 | 18 élèves                   | 17 élèves                                  | 18 élèves                           | 17 élèves                      | 15 élèves               | 14 élèves                             | 13 élèves                                           | 13 élèves                                                       | 15 élèves                                                       | 16 élèves                                                       |
| Hymnes                                     | La Musique (Nicoletta)                      | Musique (Michel Berger)                     | La bamba (Ritchie Valens) | Laissez-moi danser (Dalida) | Je ne suis pas un héros (Daniel Balavoine) | Y'a qu'un ch'veu (Michel Polnareff) | Bangla Desh (George Harrison)  | Chante (The Carpenters) | Parce qu'on vient de loin (Corneille) | Ne partez pas sans moi (Céline Dion)                | Au bout de mes rêves (Jean-Jacques Goldman)                     | Recommence-moi (Santa)                                          |                                                                 |
| Musique du Générique                       | Run Baby Run                                | Run Baby Run                                | Run Baby Run              | You Are the One             | Love Generation                            | Love Generation                     | Love Generation                | Superstar               | Revolution                            | Love Generation                                     | Love Generation                                                 | Love Generation                                                 |                                                                 |
| Lieu                                       | Château des Vives Eaux                      | Château des Vives Eaux                      | Château des Vives Eaux    | Château des Vives Eaux      | Château des Vives Eaux                     | Château des Vives Eaux              | Château des Vives Eaux         | Hôtel de Brossier       | Domaine de la Geneste                 | Château des Vives Eaux                              | Château des Vives Eaux                                          | Château des Vives Eaux                                          | Château des Vives Eaux                                          |
| Durée                                      | 12 semaines                                 | 16 semaines                                 | 16 semaines               | 16 semaines                 | 15 semaines                                | 16 semaines                         | 17 semaines                    | 13 semaines             | 12 semaines                           | 6 semaines                                          | 13 semaines                                                     | 15 semaines                                                     | 15 semaines                                                     |

### Professeurs
| Saisons                                      | Saison 1 (2001)  | Saison 2 (2002)   | Saison 3 (2003) | Saison 4 (2004)         | Saison 5 (2005)     | Saison 6 (2006)     | Saison 7 (2007)     | Saison 8 (2008)      | Saison 9 (2012) | Saison 10 (2022) | Saison 11 (2023)       | Saison 12 (2024)       | Saison 13 (2025) |
| -------------------------------------------- | ---------------- | ----------------- | --------------- | ----------------------- | ------------------- | ------------------- | ------------------- | -------------------- | --------------- | ---------------- | ---------------------- | ---------------------- | ---------------- |
| Professeurs de danse                         | Kamel Ouali      | Kamel Ouali       | Kamel Ouali     | Kamel Ouali             | Kamel Ouali         | Kamel Ouali         | Kamel Ouali         | Kamel Ouali          | Haspop          | Yanis Marshall   | Malika Benjelloun      | Malika Benjelloun      |                  |
| Professeurs de chant                         | Armande Altaï    | Armande Altaï     | Armande Altaï   | Isabelle Charles        | Richard Cross       | Richard Cross       | Richard Cross       | Anne Ducros          | Rachid Ferrache | Adeline Toniutti | Adeline Toniutti       | Sofia Morgavi          |                  |
| Professeurs d'expression scénique            | Raphaëlle Ricci  | Raphaëlle Ricci   | Raphaëlle Ricci | Milo Lee                | Raphaëlle Ricci     | Raphaëlle Ricci     | Raphaëlle Ricci     | Dominique Martinelli | Juliette Solal  | Laure Balon      | Cécile Chaduteau       | Marlène Schaff         |                  |
| Répétiteurs et directeurs musicaux           | Matthieu Gonet   | Matthieu Gonet    | Matthieu Gonet  | Matthieu Gonet          | Matthieu Gonet      | Matthieu Gonet      | Matthieu Gonet      | Brice Davoli         |                 |                  |                        |                        |                  |
| Répétiteurs                                  | Florence Davis   | Manon Landowski   | Marco Beacco    | Jasmine Roy             | Jasmine Roy         | Jasmine Roy         | Jasmine Roy         | Jasmine Roy          | Stefan Filey    | Lucie Bernardoni | Lucie Bernardoni       | Lucie Bernardoni       |                  |
| Répétiteurs                                  | Florence Davis   | Manon Landowski   | Marco Beacco    | Michael Jones           | Michael Jones       | Michael Jones       | Edu Del Prado       |                      | Stefan Filey    | Marlène Schaff   | Marlène Schaff         | Fanny Delaigue         |                  |
| Professeurs de théâtre                       |                  | Oscar Sisto       | Oscar Sisto     | Oscar Sisto             | Philippe Lelièvre   | Philippe Lelièvre   |                     | Philippe Lelièvre    |                 | Pierre de Brauer | Pierre de Brauer       | Hugues Hamelynck       |                  |
| Professeurs d'éducation physique             | Vincent Fournier | West Gomez        | Tiburce Darou   | Tiburce Darou           | Christophe Pinna    | Christophe Pinna    | Christophe Pinna    | Christophe Pinna     | Pascal Soetens  | Joel Bouraïma    | Joel Bouraïma          | Ladji Doucouré         |                  |
| Professeur d'expression corporelle           |                  |                   |                 |                         |                     |                     |                     | Rafael Amargo        |                 |                  |                        |                        |                  |
| Coach de développement personnel             |                  |                   |                 |                         |                     |                     | Magali Dieux        | Marine Méchin        |                 |                  |                        |                        |                  |
| Professeur de danse classique                |                  | Meredith Hudson   |                 |                         |                     |                     |                     |                      |                 |                  |                        |                        |                  |
| Préparatrice aux chansons anglaises          |                  |                   | Patsy Gallant   |                         |                     |                     |                     |                      |                 |                  |                        |                        |                  |
| Professeurs d'aide à la préparation physique |                  |                   |                 | Adèle Van Damme Fitness | Aria Crescendo Yoga | Aria Crescendo Yoga |                     |                      |                 |                  | Heberson Oliveira Yoga | Heberson Oliveira Yoga |                  |
| Professeur de musique                        |                  | Clara Ponty Piano | Jean Schultheis |                         |                     |                     |                     |                      |                 |                  |                        |                        |                  |
| Professeur de stylisme                       |                  |                   | Regina Rubens   |                         |                     |                     |                     |                      |                 |                  |                        |                        |                  |
| Professeur de slam                           |                  |                   |                 |                         |                     |                     | Souleymane Diamanka |                      |                 |                  |                        |                        |                  |
| Professeur en gestion d'image                |                  |                   |                 |                         |                     |                     |                     |                      | Zaia Haddouche  |                  |                        |                        |                  |
| Grands frères                                |                  |                   |                 | Houcine Camara          |                     |                     |                     |                      | Pascal Soetens  |                  |                        |                        |                  |

### Jury
| Saisons                | Saison 1 (2001) | Saison 2 (2002) | Saison 3 (2003) | Saison 4 (2004) | Saison 5 (2005) | Saison 6 (2006)                | Saison 7 (2007)                | Saison 8 (2008) | Saison 9 (2012)                | Saison 10 (2022) | Saison 11 (2023) |
| ---------------------- | --------------- | --------------- | --------------- | --------------- | --------------- | ------------------------------ | ------------------------------ | --------------- | ------------------------------ | ---------------- | ---------------- |
| Pascal Nègre           |                 |                 |                 |                 |                 | Participant à la/aux saison(s) | Participant à la/aux saison(s) |                 |                                |                  |                  |
| Pascle Guillaume       |                 |                 |                 |                 |                 | Participant à la/aux saison(s) |                                |                 |                                |                  |                  |
| Jackie Lombard         |                 |                 |                 |                 |                 | Participant à la/aux saison(s) |                                |                 | Participant à la/aux saison(s) |                  |                  |
| Passi                  |                 |                 |                 |                 |                 |                                | Participant à la/aux saison(s) |                 |                                |                  |                  |
| Yvan Cassar            |                 |                 |                 |                 |                 |                                | Participant à la/aux saison(s) |                 |                                |                  |                  |
| Stéphane Joffre-Roméas |                 |                 |                 |                 |                 |                                |                                |                 | Participant à la/aux saison(s) |                  |                  |
| Fabrice Kost           |                 |                 |                 |                 |                 |                                |                                |                 | Participant à la/aux saison(s) |                  |                  |
| Karim Ech Chouayby     |                 |                 |                 |                 |                 |                                |                                |                 | Participant à la/aux saison(s) |                  |                  |
| Dove Attia             |                 |                 |                 |                 |                 |                                |                                |                 | Participant à la/aux saison(s) |                  |                  |
| Katia Fip              |                 |                 |                 |                 |                 |                                |                                |                 | Participant à la/aux saison(s) |                  |                  |
| Valéry Zeitoun         |                 |                 |                 |                 |                 |                                |                                |                 | Participant à la/aux saison(s) |                  |                  |

## Discographie et filmographie

### DVD et VHS Clips
- Star Academy 1 : Concert (2002)
- Star Academy 2 : Concert (2003)
- Star Academy 1-2-3 : En Concert au Parc des princes (2004)
- Star Academy : La Saga des clips (2006)

## Tournée
Selon les chiffres de la Sacem, la première tournée de la Star Academy a vendu 500 000 places pour 67 dates dans les plus grandes salles de France, de Belgique et de Suisse du 29 mars au 30 juin 2002. Cette promotion — avec Jenifer, Jean-Pascal ou encore Olivia Ruiz — fait salle comble à Bercy et à l'Olympia trois soirs de suite, et douze fois à Forest National à Bruxelles avec plus de 96 000 spectateurs, un record jamais égalé par aucun artiste plus de vingt ans plus tard. La captation vidéo de la Star Academy Tour 2002 a été enregistrée à Forest National le 21 mai 2002.
La Star Academy 2 (Star Academy Tour 2003) détient le record du nombre de concerts avec 97 dates pour 650 000 places vendues, — Nolwenn, Houcine ou encore Georges-Alain font salle comble dès le 15 février 2003 notamment à Bercy deux soirs de suite et deux fois également au Zénith de Paris,,.
La Star Academy 3 (Star Academy Tour 2004) se produit sur 90 dates de concert et vend 540 000 places, dont 45 000 en une seule représentation au Parc des Princes accompagnée des deux premières promotions et de Garou, Lorie, Lara Fabian, Dany Brillant, ainsi que Michel Sardou en juillet 2004. Le format s'essouffle ensuite,. En 2006, plus d'1,8 million de places auront été vendues depuis le début des tournées Star Academy en 2002.
La Star Academy 4 (Star Academy Tour 2005) se produit sur 57 dates, du 2 avril au 25 juin 2005 et complète un Bercy, ainsi que deux Forest National,, des salles en province avec 10 000 places de capacité maximale n'ont néanmoins accueilli que la moitié des spectateurs attendus. Plusieurs candidats sont appelés à faire la tournée à la dernière minute, comme Harlem,,.
La tournée Star Academy 5 (Symphonique Tour 2006) compte près de 40 dates, avec pour la première fois un orchestre symphonique, et affiche complet sur une date à Forest National et deux soirs au Palais des Congrès de 4 000 places. La tournée Star Academy 6 (Star Academy Tour 2007), elle, est un flop - elle connaît rapidement plusieurs annulations et une organisation plus réduite  — à Forest National (8 400 places), seuls 7 000 places se sont vendues pour une unique date ; la Star Ac' 6 compte néanmoins 40 dates et un Bercy avec un remplissage moyen de 75 %.
La tournée de la 7e promotion (Star Academy Tour 2008) compte 45 dates, en passant par des plus petites salles et peu de grandes villes françaises. Cette tournée après plusieurs annulations de différents Zénith, arrive à remplir des salles comme le Cirque Royal de Bruxelles de 2 000 places et une première date au Bataclan de 1 694 places, à laquelle se sont ajoutées deux autres concerts.
En 2022, après dix ans d'attente, la Star Academy fait son retour sur TF1, avec un succès surprise pour les équipes, qui ont eu du mal à assurer le soutien commercial des candidats à leur sortie. En 2023, la 10e promotion est discrètement informé que leur tournée est annulée,,. « On avait très très très envie de [refaire une tournée] dès le retour de l'émission [en 2022]. Mais on n'avait pas assez de six semaines de diffusion pour l’organiser », indique Jean-Louis Blot, le président d’Endemol France à BFM TV.
La tournée Star Academy Tour fait son retour en 2024 avec un événement initialement prévu pour durer un mois et demi avec dix-neuf dates ; elle connaît un succès inédit pour une émission de divertissement — depuis les premières saisons du format dans les années 2000 — en doublant le nombre de ses dates en deux mois,. La différence avec les tournées précédentes est que la Star Academy - Tour 2024 est un événement entièrement en places et fosses assises. La Libre décrit le succès de la tournée comme un épiphénomène belge, les ventes de tickets en Belgique pesant un tiers des ventes totales de la tournée. La tournée de la 11e promotion compte 75 dates de concerts en France, en Belgique et en Suisse, soixante de ces dates affichent complet en mars 2024 et un total de 390 000 billets sont vendus sur les 400 000 spectateurs espérés. Les académiciens complètent notamment cinq Forest National, deux Palais des Sports de Paris, un Dôme de Marseille et plusieurs Zénith,,. Le 4 février 2024 sur TF1, la participation d'Anisha Jo, lauréate de la Star Academy 2022, en premières parties de la tournée est officialisée ainsi que, par la suite, celle du finaliste Louis Albi.

## Le succès Star Academy

### Compétition internationale
Grâce au succès international du format en Europe et à l'étranger, Endemol avec le diffuseur TF1 ont décidé de créer une compétition à la manière de l'Eurovision, réunissant les gagnants des différents concepts européens et internationaux. Lors de la première compétition (Eurobest) en mars 2003, Nolwenn Leroy représenta la France et arriva à la deuxième place derrière la représentante de l'Espagne Chenoa. L'année suivante, lors de la seconde édition ouvrant la compétition à l'international et renommée Worldbest, Élodie Frégé représenta la France et remporta la compétition. Les deux éditions furent présentées par Nikos Aliagas avec Estelle Lefébure comme coanimatrice, tandis que les deux premières directrices de Star Academy Alexia Laroche-Joubert et Nathalie André ont été jurées, représentant la France.

### Les produits dérivés
Fort du succès du programme dès son lancement en 2001, de multiples produits dérivés sous la marque Star Academy sont commercialisés. Ainsi, micros, tapis de danse parlant pour apprendre les chorégraphies de Kamel Ouali, jeux de sociétés mais aussi jeux d'ordinateurs et de consoles de jeux sont mis en vente. À cela s'ajoutent également les produits de prêt-à-porter édités sous cette même marque : baskets, chemises de nuit, tee-shirts, pantoufles, débardeurs… ainsi que des bijoux et accessoires : colliers, boucles d'oreilles, bracelets, lecteurs MP3, etc. D'autres produits de toutes sortes sont aussi vendus : journal intime à reconnaissance vocale, réveils, cordes à sauter, agendas électroniques, briquets, bougies, sèche-cheveux, livres-souvenir de chaque saison, etc. Un magazine mensuel, Star Ac Mag, est également vendu en kiosque jusqu'en 2008.

### Les parodies de l'émission
La chaîne Comédie ! diffusait la parodie StarLoose Academy dans l'émission La Téloose avec notamment Géraldine Nakache, Manu Payet et Hugues Duquesne.
La Bern Académie était une mini-série au sein de l'émission de Canal + 20 h 10 pétantes avec notamment Shirley Bousquet, Florence Foresti, Éric Massot et Emmanuel Joucla.
Certains animateurs de radio avaient pris pour habitude de parodier des chansons au moment où celles-ci étaient reprises par la Star Academy. Cauet sur Europe 2 a été l'un des premiers à avoir pris cette habitude : La musique est devenue De la merde (2001), Musique est devenue Du fric, La bamba est devenue La braille pas.
Certaines chansons ont même eu droit à plusieurs parodies : Je ne suis pas un héros de Daniel Balavoine a été parodiée en Je ne suis plus un héros par Le 6-9 de NRJ et en Je chante comme un blaireau par Cauet, Laissez-moi danser de Dalida est devenue Laissez-moi zapper par le 6-9 et Laisse-moi cuver par Cauet.

### Récompense
Le 3 novembre 2003, Star Academy obtient, grâce au vote du public, le 7 d'or de la meilleure émission de télé-réalité.

### Impact culturel
Le succès de l'émission a conduit certains réalisateurs à évoquer l'émission dans diverses fictions :
- en 2019, Géraldine Nakache réalise le film J'irai où tu iras dans lequel elle incarne le rôle d'une chanteuse ayant participé au programme[91] ;
- en 2020, un biopic sur Gregory Lemarchal intitulé Pourquoi je vis avec Mickaël Lumière dans le rôle de Grégory, est diffusé sur TF1 et évoque notamment le parcours du jeune chanteur lors de la saison 4 du programme[92].
- en 2023, Camille Cottin, qui a le rôle principal dans Toni, en famille de Nathan Ambrosini, interprète le rôle d'une ancienne candidate du programme ayant enregistré un single ayant connu son heure de gloire[93].

## Controverses

### Votes du public
Les résultats des votes du public étaient validés par la présence d'un huissier sur le plateau de télévision. Cependant, les sceptiques relèvent que l'huissier était rémunéré par la société de production et qu'il ne disposait pas de moyens techniques nécessaires à un contrôle indubitable.

### Playback
Les conditions du direct ne seraient pas toujours respectées, du fait d'un recours au play-back. Cela est surtout mentionné pour les artistes invités plutôt que pour les élèves,.

### Litiges avec Universal
Le 20 février 2008, l'ex-candidat Mathieu Johann de la Star Academy 4, s'en prend violemment à Universal et Pascal Nègre qu'il juge responsables du fait que son album Le bonheur ça fait mal n'est pas entré dans le Top 100 des ventes. Il accuse le label de s'être joué de lui et de ne pas avoir tenu ses promesses, d'avoir attendu deux ans pour sortir son disque. Finalement, l'album est autoproduit.

## Pause du programme
À la fin de la huitième saison en décembre 2008, l'avenir de l'émission était incertain, mais des rumeurs annonçaient une éventuelle neuvième saison :
- d'après Kamel Ouali, Endemol France préparait un projet qui serait à nouveau fortement remanié. Il comprendrait une unique émission hebdomadaire, sans quotidienne mais avec néanmoins de petits modules qui seraient diffusés tout au long de la journée[99]. L'aspect télé réalité serait donc fortement gommé pour privilégier la facette musicale du programme ;
- Dans une interview au Parisien, Nonce Paolini confirme que la Star Academy est en pause : « Nous avons été un peu trop gourmands en diffusant deux éditions la même année (...) La Star Academy reste une belle marque mais pour l'instant, elle se repose »[100] ;
- nouvelle déclaration de Nonce Paolini au Point : « En 2008, il y a eu deux Star Ac. C'était trop. Je pense que nous allons laisser reposer le concept une saison. La marque  Star Ac' , elle, on ne doit pas la perdre »[101] ;
- Virginie Calmels, dirigeante d'Endemol France, annonce dans une interview au Journal du dimanche que l'émission ne reviendra pas en 2010. Elle donne cependant rendez-vous en 2011 pour le retour de la nouvelle Star Academy[102]. Yves Bigot, directeur des programmes de la société de production, confirme également cette information[103] ;
- Laurent Storch, directeur des programmes de TF1, a indiqué sur Europe 1, que « La Star Academy ne reviendra pas sur TF1. Du moins, pas sous cette forme ». D'après lui, l'émission n'atteignait plus les audiences escomptées par la chaîne et les stars ne souhaitaient plus venir car leur participation ne permettait pas de vendre davantage de disques[102] ;
- le programme a finalement été racheté par NRJ 12 en octobre 2011 pour une diffusion à partir du 6 décembre 2012 ;
- au terme de la saison 9, l'avenir de l'émission est de nouveau incertain : celle-ci coûte cher et les critiques sont négatives, tant sur la nouvelle formule que les candidats ainsi que les audiences. Également, le programme était en concurrence avec le retour de Nouvelle Star sur D8, qui totalisait davantage d'audimat pour un coût moins onéreux. Aussi, lorsque l'on évoque au directeur de NRJ 12 une version sans château et sans quotidienne, il déclare que « la Star'Ac sans quotidienne et sans château n'est pas la Star Ac ».

## Audimat
D'après des systèmes de mesure d'audience comme Médiamétrie, l'émission a un grand succès auprès des Français lors de ses premières années. Par exemple, la finale de la première édition de Star Academy, le 12 janvier 2002, a attiré environ 12 millions de téléspectateurs. Cependant, les audiences sont en baisse depuis environ 2004.
Les faibles audiences de la septième saison font passer l'émission en dessous des 30 % de part de marché souhaités par TF1. L'émission réalise plusieurs fois un taux d'audience inférieur à la série NCIS : Enquêtes spéciales diffusée à la même heure sur M6, ce qui était déjà arrivé une fois lors de la 6e saison.
Des rumeurs annonçaient la dernière année de Star Academy en 2007 mais en fin de compte l'émission fut reconduite en 2008 avec des changements majeurs.
Fin octobre 2008, les médias annonçaient que la saison 8 diffusée sur TF1 serait la dernière du programme, et que, par conséquent, l'émission ne serait pas reconduite pour une neuvième édition à la suite des mauvaises audiences de cette saison et à la baisse générale de l'audimat du programme, année après année. Cependant, TF1 dément dans un communiqué « de façon catégorique » cette information dans un premier temps avant de confirmer l'arrêt définitif du programme.
Dès le retour de la Star Academy sur NRJ 12 (chaîne de la TNT), les audiences réalisées sont correctes (environ 1,2 million de téléspectateurs par prime). Grâce à cela, l'émission est leader de la TNT chaque jeudi soir ou presque et permet à NRJ 12 de faire de meilleures audiences qu'auparavant le jeudi soir,.

### Audiencesprimes-times
| Saison | Période                               | Audience du lancement (nombre de téléspectateurs) | Audience de la finale | Audience moyenne, |
| ------ | ------------------------------------- | ------------------------------------------------- | --------------------- | ----------------- |
| 1      | 20 octobre 2001 - 12 janvier 2002     | 5 400 000 (29,7 %)                                | 11 872 000 (51,4 %)   | 7 200 000 (34,9%) |
| 2      | 31 août 2002 - 21 décembre 2002       | 6 500 000 (36,5 %)                                | 11 554 000 (56,2 %)   | 7 700 000 (38,7%) |
| 3      | 30 août 2003 - 20 décembre 2003       | 6 400 000 (35,7 %)                                | 10 077 480 (48,2 %)   | 6 800 000 (35,1%) |
| 4      | 3 septembre 2004 - 22 décembre 2004   | 7 400 000 (38,2 %)                                | 8 950 720 (39,6 %)    | 7 000 000 (33,7%) |
| 5      | 2 septembre 2005 - 16 décembre 2005   | 7 400 000 (35,6 %)                                | 8 751 360 (39,4 %)    | 7 200 000 (33,8%) |
| 6      | 1er septembre 2006 - 22 décembre 2006 | 6 800 000 (33,8 %)                                | 8 072 640 (36,6 %)    | 6 900 000 (32,7%) |
| 7      | 23 octobre 2007 - 15 février 2008     | 7 100 000 (30,7 %)                                | 6 193 000 (30,4 %)    | 6 300 000 (28,9%) |
| 8      | 19 septembre 2008 - 19 décembre 2008  | 5 600 000 (29,6 %)                                | 5 901 000 (27,6 %)    | 5 100 000 (23,9%) |

| Saison | Période                           | Audience du lancement (nombre de téléspectateurs) | Audience de la finale | Audience moyenne, |
| ------ | --------------------------------- | ------------------------------------------------- | --------------------- | ----------------- |
| 9      | 6 décembre 2012 - 28 février 2013 | 1 621 000 (7,2 %)                                 | 1 232 000 (5,6 %)     | 1 203 000 (5,2 %) |

| Saison | Période                            | Audience du lancement (nombre de téléspectateurs) | Audience de la finale | Audience moyenne, |
| ------ | ---------------------------------- | ------------------------------------------------- | --------------------- | ----------------- |
| 10     | 15 octobre 2022 - 26 novembre 2022 | 4 838 000 (24,9 %)                                | 3 769 000 (25,7%)     | 3 690 000 (22,6%) |
| 11     | 4 novembre 2023 - 3 février 2024   | 3 764 000 (18,7 %)                                | 4 273 000 (21,6%)     | 3 200 000 (19,9%) |
| 12     | 12 octobre 2024 - 25 janvier 2025  | 3 198 000 (16,4 %)                                | 3 993 000 (21,2%)     | 2 860 000 (19,0%) |

Légende :
- Les plus hauts chiffres d'audience
- Les plus bas chiffres d'audience

### Audiences quotidiennes
- Les quotidiennes de la 1re saison sur TF1 ont réuni environ 3,9 millions de téléspectateurs[119].
- Les quotidiennes de la 2e saison ont réuni environ 4,3 millions de téléspectateurs[119].
- Les quotidiennes de la 3e saison ont réuni environ 5,2 millions de téléspectateurs[119].
- Les quotidiennes de la 4e saison ont réuni environ 4,5 millions de téléspectateurs[120].
- Les quotidiennes de la 7e saison ont réuni environ 3,5 millions de téléspectateurs[121].
- Les quotidiennes de la 9e saison sur NRJ12 ont réuni environ 500 000 téléspectateurs[réf. nécessaire].
- Les quotidiennes de la 10e saison sur TF1 ont réuni environ 1,9 million de téléspectateurs[réf. nécessaire].
- Les quotidiennes de la 11e saison sur TF1 ont réuni environ 1,5 million de téléspectateurs.
- Les quotidiennes de la 12e saison sur TF1 ont réuni environ 1,3 million de téléspectateurs.